# Drop shipping
Drop shipping (of met Nederlandse spelling dropshipping, ook bekend als doorverkoop of direct shipment) is een techniek voor integraal ketenbeheer. Bij deze constructie ontvangt een handelaar een bestelling van een klant. De handelaar plaatst de bestelling door bij een producent of groothandel. De producent of groothandelaar levert het product rechtstreeks aan de koper. De factuur van de producent gaat naar de (tussen)handelaar. De factuur van de handelaar gaat naar de klant.
De dropshipping-methode wordt veel gebruikt door startende ondernemers, aangezien zij normaliter geen grote investeringsmogelijkheden hebben. Dropshipping is namelijk een relatief kapitaalextensieve vorm van ondernemen, doordat de ondernemer niet hoeft te investeren in voorraden. Meestal gaat dit ook direct gepaard met kostenbesparing op het gebied van inventaris, personeel en logistiek.
De dropshipper is verantwoordelijk voor de levering en de veiligheid van producten. Dit kan risicovol zijn bijvoorbeeld bij het doorverkopen van producten uit niet-Europese landen zoals China, onder andere vanwege lange levertermijnen. Wanneer een klant gebruik maakt van het retourrecht, kan de ondernemer verzendkosten kwijt zijn of kan het zijn dat de goederen niet probleemloos aan producent/groothandel kunnen worden teruggegeven. Indien een dropshipper niet voldoet aan de rechten van de klant dan kan de Autoriteit Consument & Markt (ACM) een boete opleggen van maximaal € 900.000 per overtreding.
Ook zijn producten van buiten de EU niet altijd veilig zoals brandgevaarlijke elektronica of stoffen in speelgoed die kanker verwekken. De klant kan de dropshipper verantwoordelijk stellen als er iets mis is met de veiligheid van het product. Bij overtreding van de veiligheid van het product kunnen boetes opgelegd worden door de Nederlandse Voedsel- en Warenautoriteit (NVWA).
Een eenvoudige vorm van dropshipping kan zich voordoen als een winkel een artikel niet in voorraad heeft. Het artikel kan worden besteld, maar dat duurt een paar dagen. In plaats daarvan kan de winkelier, na overleg met de groothandel, tegen de klant zeggen dat hij het artikel bij de groothandel kan ophalen. De klant betaalt aan de winkel.